# Suman Sahai
Suman Sahai ist eine indische Aktivistin und Gründerin der Gene Campaign.

## Laufbahn
Sahai erhielt einen Ph.D. vom Indian Agricultural Research Institute im Jahr 1975. Sie arbeitete dann nacheinander an der University of Alberta, der University of Chicago und der Ruprecht-Karls-Universität Heidelberg, wo sie ihre Habilitation in der Humangenetik erhielt. Laut dem Web of Science hat Sahai über 40 Artikel veröffentlicht, die über 150-mal zitiert wurden, meist über politische Fragen im Zusammenhang mit gentechnisch veränderten Organismen. Sie hat einen h-Index von 7.

## Auszeichnungen
- Orden der Goldenen Arche, 2001[1]
- Borlaug Award, 2004[4]
- Padma Shri, 2011[5]

## Kontroverse
Im April 2013 wurde nachgewiesen, dass Sahai in ihrer Habilitationsschrift, welche der Universität Heidelberg 1986 vorgelegt wurde, plagiiert hatte. Außerdem hatte sie sich öfters als Professorin dieser Universität präsentiert, ohne jemals tatsächlich solch eine Position innegehabt zu haben.